# Ilària Xevtxenko
Ilària Xevtxenko, ucraïnès: Іларія Шевченко (Kíiv, 1981) és una traductora del castellà i l'anglès ucraïnesa. Els darrers anys ha tingut un gran interès per la llengua i la cultura catalanes. A Ucraïna sol col·laborar amb agències de traducció, mitjans de comunicació i televisió. S'especialitza en periodisme, dret, economia, finances, medicina, biologia i altres àmbits temàtics.
El 2011, va traduir a l'ucraïnès dues obres de Sergi Pàmies (La gran novel·la sobre Barcelona i Instint),
ambdues obres publicades per l'editorial Calvaria, una de les editorials més importants del seu país.